# Daniels (Virginia Occidentale)
Daniels è un census-designated place (CDP) degli Stati Uniti d'America, situato nello stato della Virginia Occidentale, nella contea di Raleigh.